# Impatiens auricoma
Espèce
Impatiens auricoma, l'Impatience jaune, est une espèce de plantes à fleurs de la famille des Balsaminacées.

## Répartition
Tropicale: Archipel des Comores.